# جورج جيفري
جورج جيفري (بالإنجليزية: George Jeffrey)‏ (15 أغسطس 1916 في المملكة المتحدة - 1 يناير 1979) هو لاعب كرة قدم بريطاني في مركز مهاجم داخلي. لعب مع توتنهام هوتسبير ونادي ماذرويل ونادي دمبرتون.